# Lepidotarsa
Lepidotarsa is een geslacht van vlinders van de familie sikkelmotten (Oecophoridae), uit de onderfamilie Oecophorinae.

## Soorten
- L. aclea (Meyrick, 1883)
- L. alphitella Meyrick, 1883
- L. argyropis Meyrick, 1902
- L. atypa Turner, 1946
- L. chryserythra Turner, 1894
- L. chrysopoca Meyrick, 1883
- L. idiocosma (Turner, 1898)
- L. leucodetis Meyrick, 1887
- L. nicetes Turner, 1946
- L. pentascia Turner, 1917
- L. proteis Meyrick, 1887
- L. rhodopechys Turner, 1946
- L. tritoxantha (Meyrick, 1886)